# Burhafe
Burhafe ist ein Stadtteil von Wittmund, Landkreis Wittmund, Niedersachsen.

## Lage und Gliederung
Burhafe liegt zwischen Wittmund und Esens und ist seit der kommunalen Gebietsreform Anfang der 1970er Jahre ein Teil der Stadt Wittmund. Geografisch ist der Ort auf einem Geestausläufer angesiedelt. Sande, Geschiebelehme und Geröllmaterialien bilden den Untergrund.
Zu Burhafe gehören die Dörfer und Wohnplätze Abens, Ahlsforde, Barkhausen, Bassens, Butterburg, Falster, Feldstrich, Fluß, Hammrichhausen, Hauenhausen, Heidrige, Hieskebarg, Jackstede, Kattrepel, Kippens, Lavey, Menkenfeld, Mullbarg, Negenbargen, Negenbarger Feldstrich, Oldehusen, Oldendorf, Ovelgönne, Poggenburg, Struckhusen, Tempel, Upstede, Warnsath, Warnsather Feldstrich, Wienstede.

## Geschichte
Burhafe ist Teil des Harlingerlandes. Im 15. Jahrhundert gehörte das Kirchspiel Burhafe zum Sendkirchenbereich Stedesdorf. Stedesdorf war als regionale Ecclesia Matrix dem Erzbistum Bremen unterstellt. Das ganze Harlingerland war um 1525 noch katholisch. Der Burhafer Pastor Johannes Visbeck hatte ab 1514 in Rostock und anschließend in Wittenberg studiert. In Wittenberg war der Theologe mit der reformatorischen Lehre Martin Luthers in Berührung gekommen und verbreitete sie nach seinem Studium in Burhafe. Er beeinflusste auch die beiden Nachbarorte Dunum und Ardorf. Die Reformation im Harlingerland begann somit in den drei genannten Gemeinden. Balthasar von Esens, der Herr des Harlingerlandes, unternahm keine Initiativen, die neue Bewegung aufzuhalten.
Am 16. August 1972 wurde Burhafe in die Kreisstadt Wittmund eingegliedert.

## Burhafer Kirche

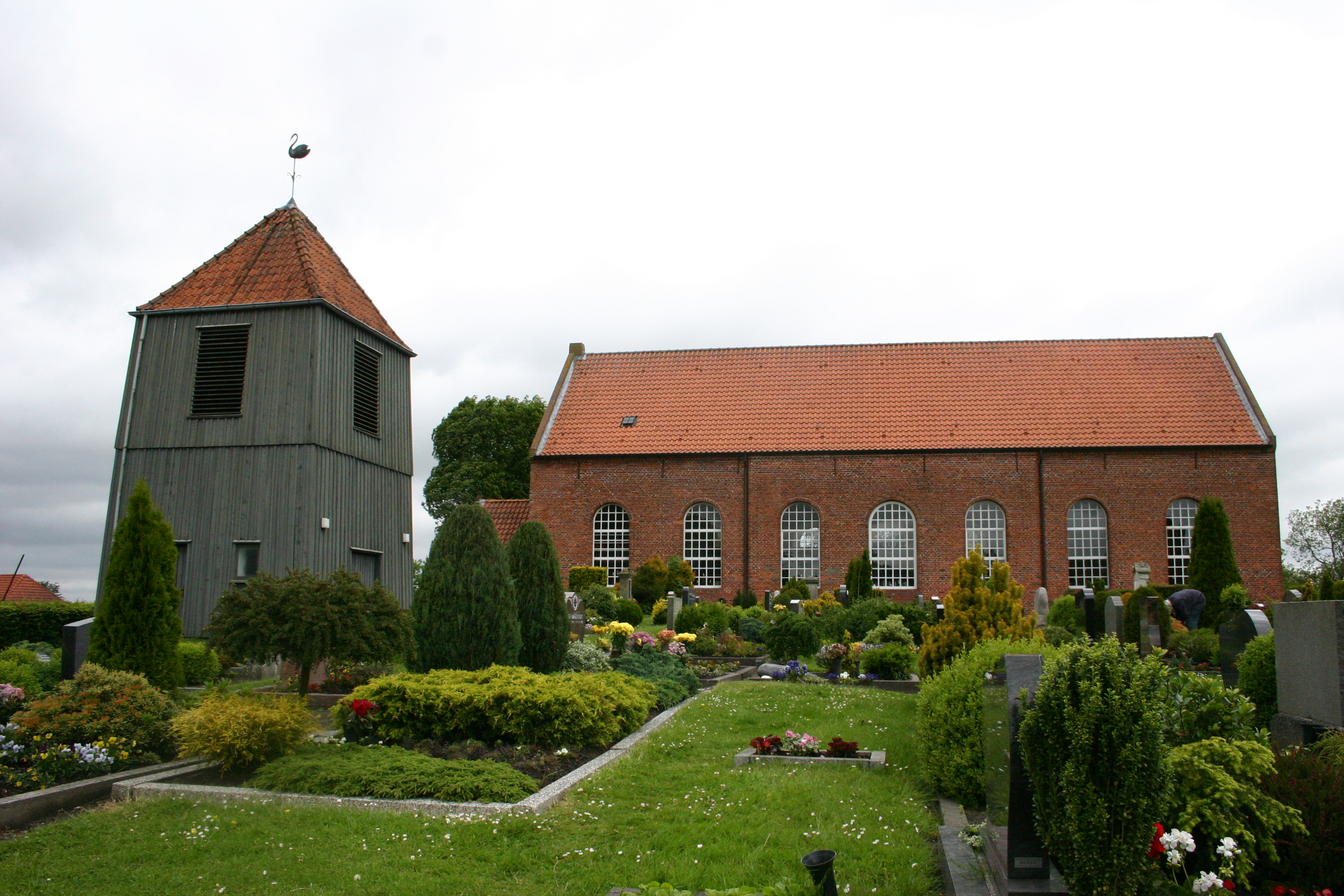
Burhafer Kirche

Die St.-Florian-Kirche wurde 1820/1821 als Saalkirche neu konzipiert. Im Inneren ist, mit Ausnahme der hölzernen Spiegeldecke und der Bestuhlung, die alte Ausstattung des mittelalterlichen Vorgängerbaus erhalten. Der auf einer hohen Warft errichtete Backsteinbau befindet sich im alten Ortskern. Um den Bau der Kirche rankt sich eine Sage, die mit dem Foskort, einem Findling, zu verbinden ist. Die Kirche steht – wie auch drei Gulfhöfe des Ortes – unter Denkmalschutz.

## Sport
Der größte Verein im Ort ist der 1951 gegründete BSC Burhafe e. V. Rund 900 Mitglieder verteilen sich auf derzeit neun Sparten, von denen Fußball mit ca. 400 Mitgliedern die größte Sparte ist.

## Verkehr
Burhafe verfügt an der eingleisigen Bahnstrecke über einen Haltepunkt an der Ostfriesischen Küstenbahn (RB 59) (Wilhelmshaven – Sande – Schortens – Jever – Wittmund – Esens). Hier verkehrt die NordWestBahn täglich im Stundentakt; es gilt der Tarif im Verkehrsverbund Ems-Jade (VEJ).